# Margaretamys elegans
Margaretamys elegans — вид пацюків (Rattini), ендемік острова Сулавесі, Індонезія.

## Морфологічна характеристика
Довжина голови й тулуба від 183 до 197 мм, довжина хвоста від 248 до 286 мм, довжина лапи від 37 до 39 мм, довжина вуха вух від 23 до 27 мм, вага до 150 грамів. Волосяний покрив довгий і м'який. Верхні частини тіла коричневі, з жовтувато-коричневими відблисками вздовж боків і чорнуватими на спині, а черевні частини сірувато-білі. Навколо очей є темні кільця. Довжина вусів 83 мм. Хвіст значно довший за голову та тулуб, темно-коричневий біля основи, білий на кінцевій половині та вкритий волосками, які стають все довшими до кінчика, утворюючи помітний пучок.

## Поширення й екологія
Цей вид у центральній частині Сулавесі. Мешкає в гірських дощових лісах на висоті від 1600 до 2285 метрів над рівнем моря.

## Спосіб життя
Це деревний вид. Харчується фруктами та комахами.